# Umberto Cappuzzo
Umberto Cappuzzo (Gorizia, 30 aprile 1922 – Roma, 13 maggio 2014) è stato un generale e politico italiano, ex comandante generale dell'Arma dei Carabinieri.

## Biografia
Combattente della seconda guerra mondiale, tra i ranghi del 66º Reggimento fanteria "Trieste" ha preso parte alla campagna di Libia durante la quale fu fatto prigioniero a El Alamein. Terminata la guerra, con il grado di capitano presta servizio presso il 6º Reggimento Fanteria, per poi assumere nuovi incarichi allo Stato Maggiore dell'Esercito sino alla promozione al grado di tenente colonnello. Promosso colonnello il 31 dicembre 1967, è stato Comandante del 114º Reggimento Fanteria “Mantova”. Nel 1970 ricopre l'incarico di addetto militare per la Difesa a Mosca. Promosso generale di brigata nel 1973, tra i vari incarichi ricoperti fu Capo del IV Reparto dello Stato Maggiore della Difesa e Capo dell'Ufficio del Capo di Stato Maggiore della Difesa. Ricevuto l'avanzamento a generale di divisione il 31 dicembre 1976, resse il comando della Divisione meccanizzata "Folgore". Il 5 agosto 1979 fu promosso generale di corpo d'armata. Dal 1º febbraio 1980 al 13 settembre 1981 è stato Comandante generale dell'Arma dei Carabinieri.
Successivamente è stato capo di Stato Maggiore dell'Esercito dal 1981 al 1985.
Nel 1987 è stato eletto Senatore della Repubblica nella X e nell'XI Legislatura per la Democrazia Cristiana, eletto in Sicilia, fino al 1994. Vice presidente della Commissione Difesa dal 1992 al 1994.
Il generale Cappuzzo è stato Presidente onorario dell'"Associazione Nazionale Reduci dalla Prigionia, dall'internamento e dalla Guerra di Liberazione e loro familiari".